# 富士館
富士館（ふじかん、1908年8月 開業 - 1973年 閉館）は、かつて存在した日本の映画館である。1,800人を収容する巨大な映画館であった。のちに浅草日活劇場（あさくさにっかつげきじょう）と名称を変更した。

## 略歴・概要

### 映画界初の株式会社
1908年（明治41年）8月、東京市浅草区の浅草公園六区三号地（現在の東京都台東区浅草1丁目42番4号）に開業した。「富士館」の名称は、かつて同じ浅草六区に存在した富士山縦覧場に由来すると伝えられる。横田商会（現在の日活の前身の一社）の特約館となり、尾上松之助主演作で人気を博した。
開業当時は、日本の主要都市での開館ラッシュにあり、前年1907年（明治40年）4月1日に東京で2番目の常設館・新聲館(1894年10月29日より自動パノラマ人形興行)が神田に、同年7月には大阪初の常設館・千日前電気館、同年7月16日には浅草六区に三友館、同年12月20日には大阪に第一文明館、1908年4月には浅草に福寿館、同年5月には牛込区神楽坂に文明館、そして同年7月には浅草六区に大勝館、同年8月に富士館、同年9月には麻布区に文明館、同年10月には名古屋初の常設館・文明館、同年11月には千日前日本館という勢いであった。
1911年（明治44年）、富士館の館主が「日本興行株式会社」を設立、日本映画界初の「株式会社」となった。
1912年（大正元年）9月10日、横田商会が、福宝堂、M・パテー商会、吉沢商店と4社合併して日本活動写真株式会社（現在の日活）となり、同年10月1日公開の『春日局』を最後に、日活のフラッグシップ館となった。同年11月1日公開の『三代将軍家光と大久保彦左衛門』と『誰が物』が同館が興行した最初の日活作品である。
1927年（昭和2年）、僊石政太郎設計による改築が行なわれた。
1930年（昭和5年）3月、川端康成が随筆『浅草』に記したところによれば、当時の同館は「日活封切」と記述されている。またそのころ、同館宣伝部の水島良成は、当時、松竹キネマ本社宣伝部にいた河野鷹思とならび「映画ポスターの双璧」と呼ばれた。
1942年（昭和17年）4月、戦時統合で日活の製作部門が大日本映画製作株式会社（大映）に統合され、同館でも大映作品を公開することとなった。

### 浅草日活劇場の時代
第二次世界大戦終了後の1947年（昭和22年）、日活が独立を回復し、以降「浅草日活劇場」と改称、日活の直営館となった。1957年（昭和32年）の時点では、台東区内の日活直営館は当館と上野日活館の2館のみであった。
1973年（昭和48年）、閉館した。「浅草日活劇場」は浅草東映劇場の地下を賃借し移転し、跡地はキャバレーとなった。現在はパチンコアミューズ浅草が営業している。